# Seether
Seether je postgrungová kapela z Pretorie v Jižní Africe, založena roku 1999. Kapela má nyní kontrakt s nahrávacím studiem Fantasy Records. Kapela se původně jmenovala Saron Gas, ale po podepsání smlouvy s Musketeer Records v JAR, se přejmenovali na Seether. Skupina zatím vydala 6 studiových alb a jedno DVD. V nynější sestavě se nachází: zpěvák a kytarista Shaun Morgan, bubeník John Humprey, basový kytarista Dale Steward.

## Historie

### Dřívější roky,Fragile, Disclaimer(1999 - 2002)
Saron Gas spolu začali hrát v Johannesburgu, Jižní Africe. V té době v kapele hráli 4 členové: Shaun Morgan, Johan Greyling, Tyronne Morris a David Cohoe. K popularitě se dobývali velmi těžko a to hlavně hraním v nočních klubech, na různých oslavách nebo na univerzitních akcích.
V těch dobách společně pracovali na prvním albu Fragile, které si vzalo pod svá křídla Musketeer Records. Jakmile se stali trochu populární v Jižní Africe a jejich singl měl úspěch v Singels Chart, nahrávací studio Wind-Up se písničky z Fragile líbily. Líbil se jim hlavně melodický a trošku drsný zvuk. Když Saron Gas podepsali s Wind-Up smlouvu, tak si změnili jméno na Seether. Původní jméno totiž mělo podobnou výslovnost s plynem Sarin (angl. Sarin gas), který byl o několik let dříve použit k teroristickému útoku v Japonském metru.

### Úspěch,Disclaimer II(2002 - 2004)
Po vydání alba Disclaimer, který obsahoval velice populární písně jako například "Fine Again", "Driven Under" nebo "Gasoline" se kapela vydala na své první turné. Kapelu však již opustil Greyling, Morris a Cohoe. Na jejich místo nastoupil Dale Stewart hrající na basovou kytaru, Nick Oshiro hrající na bicí a Pat Callahan, který hrál na kytaru. Na turné byli s americkou populární skupinou Evanescence, s kterou Seether vytvořili song "Broken", ke kterému vznikl i videoklip. Seether se songem "Sold Me" i "Broken" s Amy Lee podíleli na soundtracku k filmu Kat (The Punisher). Po získání dalšího úspěchu vznikl v roce 2004 Disclaimer II, na kterém se objevilo pár zremixovaných a znovu nahraných písniček z původního CD.

### Karma and Effect, One Cold Night(2005 - 2006)
V roce 2005 kapela vydala další album Karma and Effect. Původně se mělo jmenovat Catering to Cowards, ale nahrávací studio název změnilo. Na albu se objevily další populární songy jako třeba "Remedy", "Truth" nebo "The Gift". "Remedy" však získalo největší úspěch a stal se songem číslo 1 v Mainstream Rock Charts.
V únoru 2006 Seether vydali akustické CD/DVD One Cold Night, které bylo nahrané v Grape Street ve Philadelphii.

### Odchod kytaristy, léčba (2006)
16. června 2006 kapela na svých stránkách zveřejnila, že kapelu opustil kytarista Pat Callahan. Důvod však nezveřejnili.
V srpnu téhož roku se frontman Shaun Morgan rozhodl, že půjde do léčebny kvůli alkoholismu. Kvůli tomu museli zrušit své turné s kapelou Staind a Three Days Grace

### Finding Beauty in Negative Spaces(2007–2010)

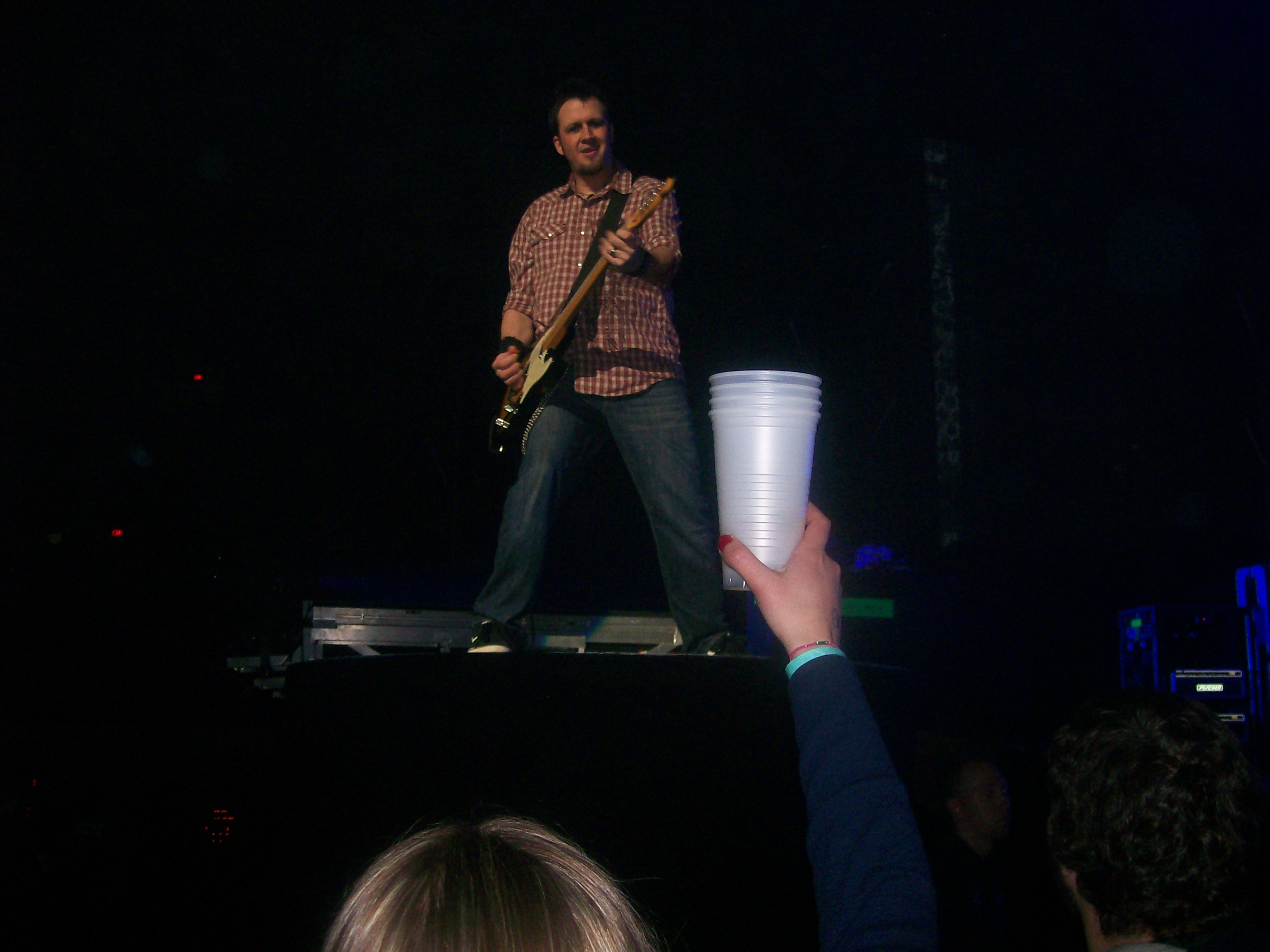
Troy McLawhorn, bývalý kytarista, Dark Horse Tour s Nickelback

Frontman Morgan prohlásil, že nové album by mělo být jiné. Původně mělo vyjít v srpnu 2007, ale kvůli sebevraždě Morganova bratra Eugene Welgemoed, se datum vydání nakonec posunulo na 23. října.
První singl, "Fake It", obsadil nejvyšší příčky v US Mainstream Rock Charts a Modern Rock Charts. Po úspěchu songu "Fake It", druhý singl, "Rise Above This" se dostal na první místo hitparády. K poslednímu singlu z alba "Breakdown" byl natočen videoklip.
Seether znovu odjeli na turné, které bylo podřízeno nové desce. Ke kapele se přidal kytarista Evanescence Troy McLawhorn. Seether se přidali k turné Breaking Benjamin, Three Days Grace, 3 Doors Down, Skillet, Red, Papa Roach, Flyleaf, Econoline Crush a Staind. Po úspěchu turné se kytarista McLawhorn stal členem Seether.
Na začátku 2009 nový song kapely "No Shelter" zazněl v seriálu Námořní vyšetřovací služba (NCIS). Cover verze songu "Careless Whisper" od Wham! byla poté vydána v červnu 2009.
Od května 2009, Seether byla jako předkapela na turné s Nickelback. Po tomto turné a po zbytek roku se kapela rozhodla pro menší přestávku, ale koncertovala dále. Například pro americké vojáky na turné USO, Camp Schwab na Okinawě. Kapela se zúčastnila i pár festivalů v USA a Kanadě.

### Holding Onto Strings Better Left to Fray, odchod kytaristy (2011-2013)
Po pár měsících nahrávaní v Nashvillu v Tennessee s producentem Brendanem O'Brienem, se Seether opět vydali na turné v dubnu 2010.
4. září 2010 v DuQuoin v Il State Fair poprvé zahráli "No Resolution" z nového alba. Kapela však potvrdila, že album nevyjde dříve než v lednu 2011. První singl nového alba nese název "Country Song" a byl vydán 4. dubna 2011.
Celé album pak bylo zveřejněno 17. května.
8. března však kapela přes Twitter oznámila, že kytarista Troy McLawhorn se rozhodl odejít z kapely kvůli jiným zájmům.
Během roku opět začali koncertovat, například s Bullet For My Valentine.
7. června Seether zveřejnili další song z nového alba, nesoucí název "Tonight".
3. září 2013 kapela oznámila, že vydá kompilační album, nesoucí název Seether: 2002–2013. Album vyšlo 29. října téhož roku, obsahovalo dva disky, na kterých byly nejlepší písně kapely, nevydané dema, songy, které byly jako soundtracky a tři nové písničky. Album bylo produkováno Brendanem O'Brienem. Hned po vydání alba se kapela vydala na několik akustických turné v Evropě a Jižní Africe.

### Isolate and Medicate (2014 -2016)
Během začátku roku kapela potvrdila, že pracuje na novém albu. První potvrzení přišlo na Twitteru, kde práce na albu potvrdil basista Dale Steward. Zpěvák Shaun Morgan následně v jednom z rozhovorů na stránce Reddit.com také toto potvrdil.
14. dubna kapela zveřejňuje několik ukázek písní. Jednalo se songy "Words As Weapons", "My Disaster". Ve zveřejňování kapela pokračuje i o několik dní později. "Watch Me Drown", "Keep the Dogs at Bay", "Save Today" a "See You at the Bottom" jsou názvy dalších ukázek. Ten samý týden je potvrzen název nového alba, které se bude jmenovat Isolate and Medicate.
29. dubna bylo oznámeno, že kytarista na jejich příštím turné bude Bryan Wickmann, který už dlouhodobě spolupracoval s kapelou.
17. května kapela poprvé odehrává "Words as Weapons" živě v Orbit Room před 1700 diváky.

### Poison the Parish (2017 - 2019)
Poison the Parish je sedmé studiové album jihoafrické rockové skupiny Seether. Bylo vydáno 12. května 2017. Je to první album kapely, které má na obalu nové logo kapely. První singl „Let You Down“ byl vydán 23. února 2017. Dne 23. března 2017 vydala skupina novou skladbu s názvem „Stoke the Fire“.
Kapela v rámci turné odehrála i dva koncerty v ČR, a to v Pražském klubu Lucerna Music bar a Brněském Fléda Club.

### Si vis pacem, para bellum (2020 - Současnost)
Si Vis Pacem, Para Bellum je osmé studiové album jihoafrické rockové skupiny Seether. To bylo propuštěno 28. srpna 2020 prostřednictvím Fantasy Records a bylo produkováno zpěvákem Shaunem Morganem.
Překlad názvu alba znamená "Chceš-li mír, připrav se na válku".

## Členové

### Současní
- Shaun Morgan – zpěv, rytmická kytara (1999–současnost)
- Dale Stewart – basová kytara, vokály (2000–současnost)
- John Humphrey – bicí (2004–současnost)

### Bývalí
- Johan Greyling – sólová kytara (1999)
- Tyronne Morris – basová kytara (1999–2000)
- David Cohoe – bicí, vokály (1999–2002)
- Nick Oshiro – bicí (2002–2003)
- Pat Callahan – sólová kytara(2002–2006)
- Troy McLawhorn – sólová kytara, vokály (2008–2011)

### Hostující
- Josh Freese – bicí (2002 - Disclaimer)
- Kevin Soffera – bicí (2004 - Disclaimer II)
- Bryan Wickmann - kytara (2014 - turné)

## Diskografie

### Studiová alba
- Fragile (2000) /jako Saron Gas
- Disclaimer (2002)
- Disclaimer II (2004)
- Karma and Effect (2005)
- Finding Beauty in Negative Spaces (2007)
- Holding Onto Strings Better Left to Fray (2011)
- Isolate and Medicate (2014)
- Poison the Parish (2017)

### Digitální alba
- iTunes Originals - Seether (2008)
- Rhapsody Originals - Seether (2008)

### Singly
- Fine Again (2003)
- Driven Under (2003)
- Gasoline (2003)
- Broken ft. Amy Lee (2004)
- Remedy (2005)
- Truth (2005)
- The Gift (2006)
- Fake It (2007)
- Rise Above This (2008)
- Breakdown (2008)
- Careless Whisper (2009)
- Country Song (2011)
- Weak (2013)

### Videoklipy
Disclaimer
- Driven Under
- Fine Again
- Gasoline

Disclaimer II
- Broken ft. Amy Lee

Karma and Effect
- Remedy
- The Gift

 Finding Beauty in Negative Spaces 
- Fake It
- Breakdown
- Careless Whisper
- Rise Above This

 Holding Onto Strings Better Left to Fray 
- Country Song